# Hugo Mützell
Hugo Mützell (fl. XIX-XX secolo) è stato un calciatore e dirigente sportivo tedesco.

## Biografia
Nato nella Germania prussiana, Mützell si trasferì a Torino, in Italia. Giocò nel Torinese e fu tra i soci fondatori del Torino, di cui fu anche giocatore e consigliere.
Successivamente lasciò l'Italia per trasferirsi in Brasile, ove ritrovò nel 1914 i granata durante la loro tournée sudamericana.

### Carriera
Mützell affrontò il suo primo campionato in forza al Torinese, con cui esordisce ufficialmente il 2 marzo 1902 nel pareggio per 1-1 contro la Juventus. Con il FC Torinese, dopo aver superato dopo uno spareggio il girone eliminatorio piemontese, raggiunse la semifinale del torneo, da cui il suo club venne estromesso a causa della sconfitta nella gara unica contro il Genoa. Sono accertate dai tabellini solo due presenze sulle cinque partite giocate dal FC Torinese.
È incerta la sua presenza nella rosa del FC Torinese nella stagione seguente, da cui il suo club fu estromesso al primo turno dell'eliminatoria piemontese dalla Juventus, ma non vi è certezza a causa del tabellino incompleto.
Nel 1904 viene eliminato con il suo club nell'eliminatoria piemontese dalla Juventus.
Dopo aver partecipato alla fondazione del Torino, divenendone anche consigliere, esordì con i granata nel primo incontro ufficiale disputato dai torinisti, ovvero il 13 gennaio 1907 nella vittoria per 2-1 contro la Juventus. Con il suo club giunse al secondo posto del girone finale del torneo, ad un solo punto dai campioni del Milan.

## Statistiche

### Presenze e reti nei club
| Stagione           | Club               | Campionato         | Campionato | Campionato | Campionato |
| Stagione           | Club               | Comp               | Pres       | Reti       |            |
| ------------------ | ------------------ | ------------------ | ---------- | ---------- | ---------- |
| 1898               | Torinese           | CI                 | ?          | ?          |            |
| 1899               | Torinese           | CI                 | ?          | ?          |            |
| 1900               | Torinese           | CI                 | ?          | ?          |            |
| 1902               | Torinese           | CI                 | 4          | 0          |            |
| 1902-1903          | Torinese           | CI                 | 1          | 0          |            |
| 1903-1904          | Torinese           | PC                 | 1          | 0          |            |
| Totale FC Torinese | Totale FC Torinese | Totale FC Torinese | 6+         | 0          |            |
| 1906-1907          | Torino             | PC                 | 5          | 0          |            |
| Totale Torino      | Totale Torino      | Totale Torino      | 5          | 0          |            |
| Totale             | Totale             | Totale             | 11+        | 0          |            |